# Ecaterinovca

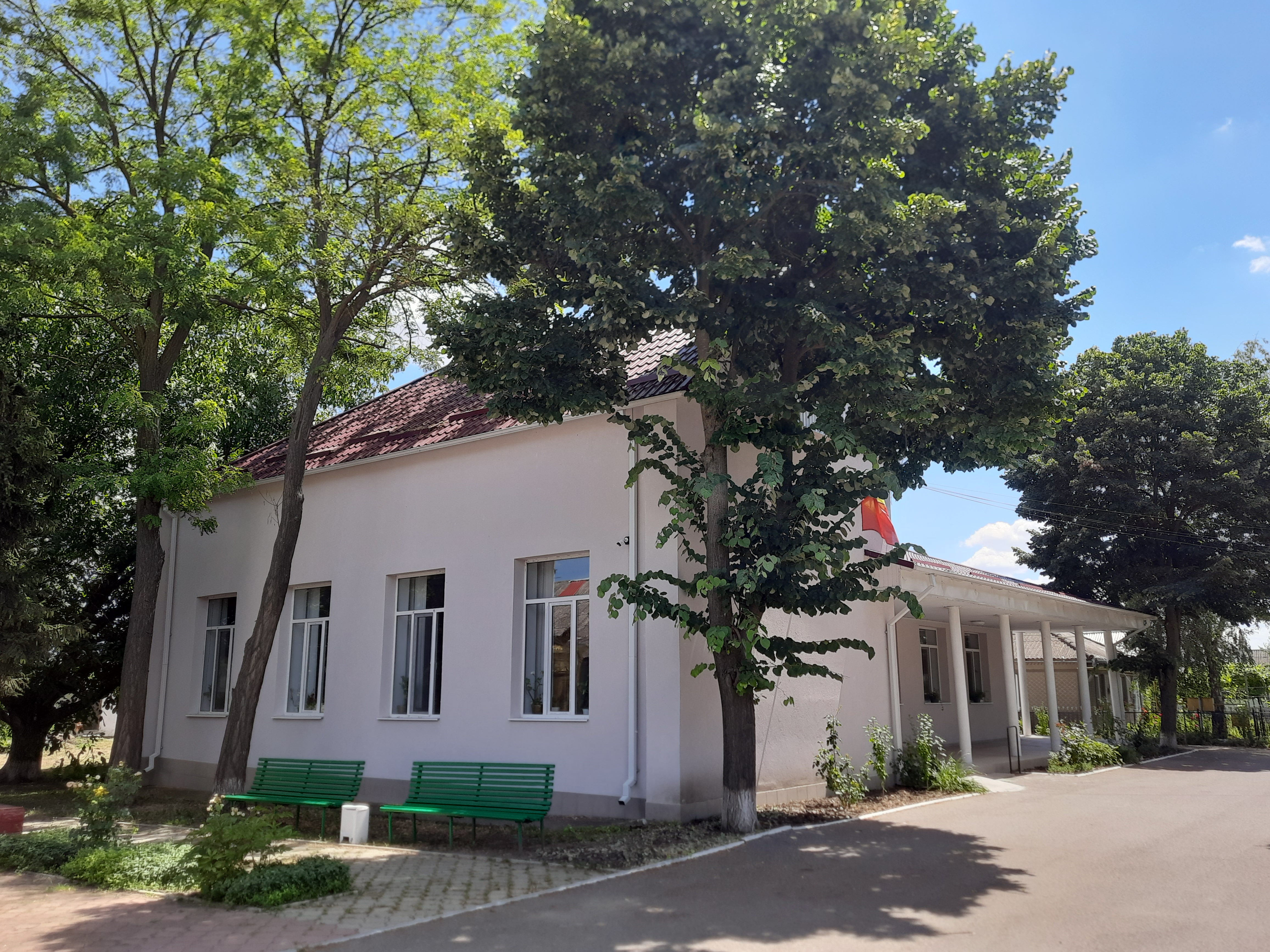
Gemeindeamt Ecaterinovca

Die Gemeinde Ecaterinovca, Deutsch Jekaterinowka, ist eine Gemeinde im Bezirk Cimișlia in der Republik Moldau. Es besteht aus den Dörfern Ecaterinovca (Residenzdorf) und Coștangalia.
Der 6 km nördlich von Cimișlia gelegene Ort wurde 1908 von deutschen Siedlern gegründet. Im Jahr 2025 wurde in Gedenken an diese Siedler das
historische Museum „Jekaterinowka“ mit dem Namen  „Muzeul de istorie al germanilor Basarabeni“ gegründet.
Vor der Dorfgründung befand sich hier ein 3426  Deßjatinen großes Gut, das dem russischen Regimentsobersten Iwan Grigoriew Burzew für geleistete Staatsdienste vom Zaren geschenkt worden war. Nach seinem Tode erbte die Tochter
Ekaterina Iwanowna, verheiratete Miloschewitsch, das Gut. Im Jahre 1908 verkaufte sie das Gut. Sehr bald fanden sich 71 kauflustige Bauern aus 16 deutsch-bessarabischen Dörfern um Land zu erwerben.
Wie das alte Gut wurde auch das neue Dorf Blagodatj genannt. Noch vor dem 1. Weltkrieg wurde die Kolonie
aber nach der Gräfin benannt: Jekaterinowka. Rumänisch hieß das Dorf Ecaterineanca. Bei der Bevölkerung der umliegenden Dörfer war der alte Name Blagodatj bis zu
letzt im Gebrauch.
Im Jahr der Umsiedlung der Bessarabiendeutschen 1940 lebten im Dorf 706 Deutsche und 44 Personen anderer Nationalität.

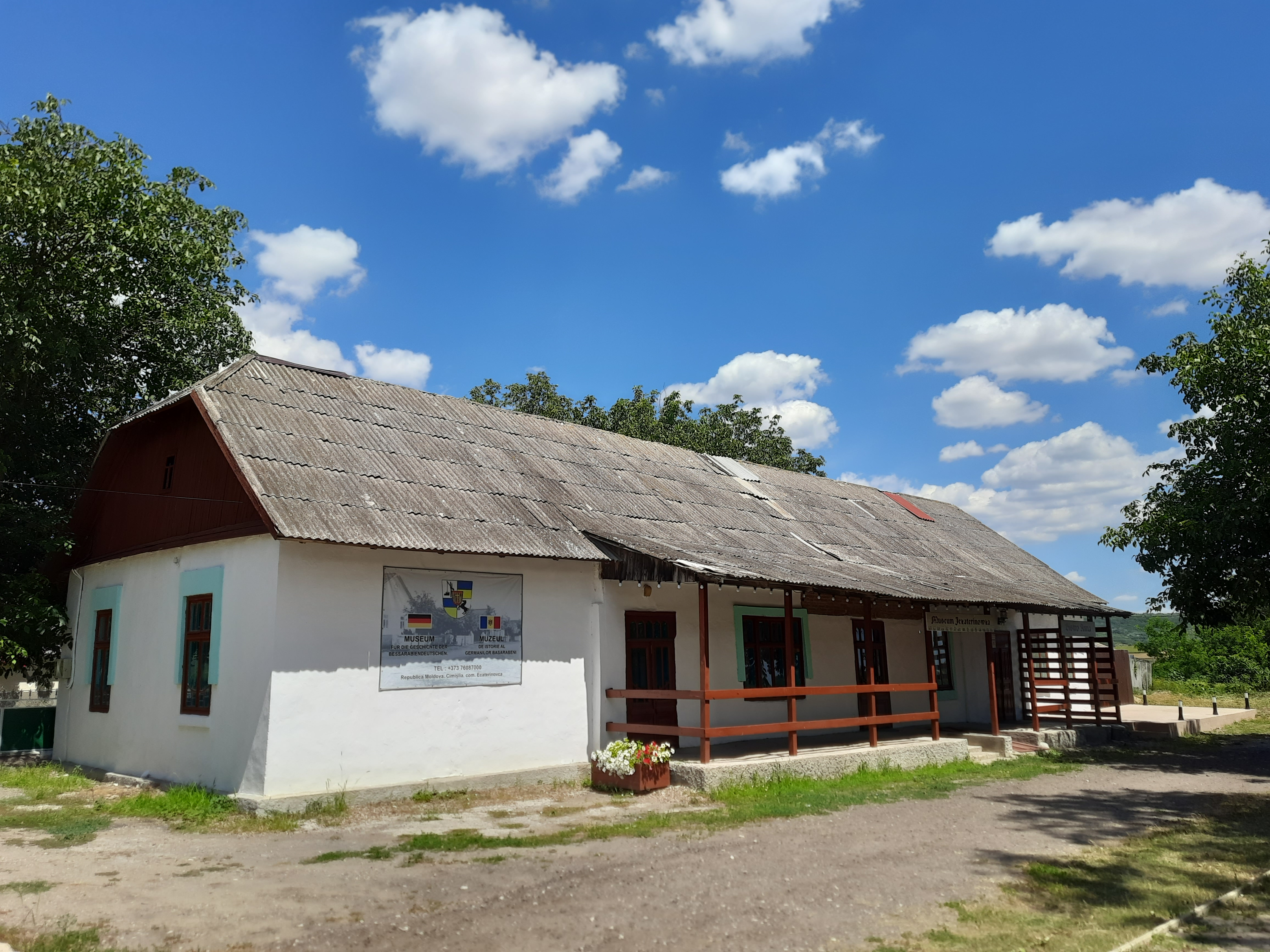
Museum zur Geschichte der Bessarabiendeutschen in Ecaterinovca.